# NGC 3310
NGC 3310 је спирална галаксија у сазвежђу Велики медвед која се налази на NGC листи објеката дубоког неба.
Деклинација објекта је + 53° 30' 12" а ректасцензија 10h 38m 45,6s. Привидна величина (магнитуда) објекта NGC 3310 износи 10,6 а фотографска магнитуда 11,4. Налази се на удаљености од 18,100 милиона парсека од Сунца. NGC 3310 је још познат и под ознакама UGC 5786, MCG 9-18-8, CGCG 267-4, IRAS 10356+5345, VV 356, VV 406, PRC D-15, ARP 217, PGC 31650.